# احمد النفیلی
احمد النفیلی (عربی: أحمد طاهر النفيلي؛ زادهٔ ۱۱ ژانویهٔ ۱۹۹۴) یک ورزشکار اهل عربستان سعودی است.
از باشگاه‌هایی که در آن بازی کرده‌است می‌توان به باشگاه فوتبال هجر عربستان سعودی اشاره کرد.